# География на Индия
Индия е голяма държава в Южна Азия. Площ 3 287 263 km² (7-мо място в света). Население на 1 януари 2018 г. 1 352 600 000 души (2-ро място в света). Столица град Делхи.

## Географско положение, граници, големина
Индия е държава в Южна Азия, намираща се на важни морски и въздушни пътища, свързващи страните от Южна и Югоизточна Азия с Европа и Африка. Максимална дължина от север на юг 3214 km, от запад на изток 2993 km. На север територията на страната е ограничена от Хималаите, на запад нейните брегове се мият от водите на Арабско море, а на изток – от водите на Бенгалския залив. В състава на Индия влизат Лакадивските и Аминдивдските, разположени в Арабско море, Андаманските и Никобарските острови – в Бенгалския залив. На северозапад Индия граничи с Пакистан (дължина на границата 2912 km, част от границата в района на Кашмир е спорна), на север – с Китай (3862 km, част от границата на северозапад и североизток е спорна), Непал (1625 km) и Бутан (755 km), на изток – с Мианмар (1539 km) и Бангладеш (2850 km). Обща дължина на границите (само сухоземни) 13 543 km. В тези си граници Индия заема площ от 3 287 263 km².
Крайни точки:
- на север – на границата с Китай, планина Каракорум 35°31’20” с.ш.
- на юг – континентална – нос Коморин на Индийски океан 8°04’38” с.ш.; островна – остров Голям Никобар от Никобарските острови 6°45’20” с.ш.
- на запад – граница с Пакистан, в залив Сир на брега на Арабско море 68°11’47” и.д.
- на изток – граница с Мианмар, планината Паткай 97°23’43” и.д.

## Природа

### Брегове
Дължина на бреговата линия на Индия е 5686 km, а заедно с всички малки заливчета и полуострови – около 12 хил. km. Бреговете ѝ са предимно ниски, пясъчни, слабо разчленени, с множество лагуни, особено по източния бряг. Удобните естествени пристанища са малко, като много от тях са разположени или в устията на реки (Калкута), или са изкуствено изградени (Мадрас). Южната част от западното крайбрежие носи названието Малабарски бряг, а южната част на южното крайбрежие – Короманделски бряг.

### Релеф
Около 3/4 от територията на Индия е заета от равнини и плата. Голяма част от полуостров Индустан се заема от платото Декан, разделено от разломи на ниски и средновисоки планини със заоблени върхове и обширни плоски или нахълмени плата, над които се издигат конически или закръглени хълмове и столови планини със стръмни склонове. На запад платата се повишават и образуват планината Западни Гхати. Техните западни склонове с отвесни отстъпи са спускат към морето, а източните са полегати, прорязани от долините на големи реки Годавари, Кришна, Маханади и др. Тяхно южно продължение`са хорстовите масиви Нилгири (височина до 2633 m), Анаймалай и Кардамоновите планини, които са с остри върхове, стръмни склонове и дълбоки дефилета. На северозапад е разположена планината Аравали (височина до 1722 m), която представлява древна нагъната верига, състояща се от къси паралелни хребети, силно разрушени от ерозията, със заоблени върхове и обилие от каменисти сипеи. На север Деканското плато е ограничено от планината Виндхия (височина до 881 m), явяваща се южен стръмен край на платото Малва, която е силно разчленена от речни долини и не образува непрекъсната верига. В северните части на Деканското плато се намират средновисоките скалисти хребети Сатпура, Махадео и Майкал, изградени от гнайси, кристалинни шисти и други скали, между които са разположени обширни лавови плата. На североизток се намира платото Чхота-Нагпур (следна височина около 600 m), над което до височина 1366 m се издигат отделни кулообразни гребени от плътен пясъчник. На север платото се спуска към долината на река Ганг стъпаловидно. Източната периферия на платото Декан образува планината Източни Гхати (височина до 1680 m), която е дълбоко разчленена от реките на отделни масиви. На север от полуостров Индостан е разположена плоската Индо-Гангска равнина, спускаща се полегато на запад и изток към делтите на Инд и Ганг. Еднообразието на релефа се нарушава от многочислени оврази, врязани в стръмните откоси на надзаливните речни тераси високи 45 – 60 m, старици и пресъхнали речни корита. Над равнината на север с три стръмни стъпала се издигат Хималаите и разположената северно планина Каракорум – най-високите планински системи на Земята – връх Кангчендзьонга 8598 m в Хималаите. „Стъпалата“ на Хималаите се състоят от: Сиваликски планини (800 – 1200 m), Малки Хималаи (2500 – 3000 m) и Големи Хималаи (5500 – 6000 m и нагоре) разделени от верига от междупланински котловини. Малките и Големите Хималаи имат алпийски форми на релефа и са дълбоко разчленени от речни долини.

### Геоложки строеж, полезни изкопаеми
Голяма част от Индия е разположена в пределите на древната Индийска (Индостанска) платформа, която изгражда едноименния полуостров и простиращата се на север от него Индо-Гангска равнина. Към територията на страната се отнасят също и части от Хималаите (Симла, Джаму и Кашмир). В строежа на фундамента на платформата, който с големи площи излиза на повърхността, участват докамбрийските комплекси: „Полуостровни гнайси“ (възраст 2700 – 3000 млн. години); Дарварска нагъната система (1900 – 2300 млн. години), състояща се от метаморфозирани вулканични и седементни скали, съпровождани от гранити; Източногатска система изградена от гнайси и кристалинни шисти (1500 – 2585 млн. години); Сатпурска система (в централната част на Индия) изградена от кристалинни шисти, манганоносни скали – гондити и вулканични скали, съпроводена от серийни жили с много редки минерали (900 – 1000 млн. години); Аравалийска система на северозапад изградена от кристалинни шисти, съпроводени от тясна ивица горнопротерозойски шисти и пясъчници от Делхийската система. Фундаментът на места е препокрит от пясъчници, доломити, варовици и други скали на седиментния чехъл със серии от горния протерозой. Платформата е пресечена от система от простиращи се по паралела дълбоки и тесни грабени, запълнени основно от континентални наслаги на гондванската серия – горен карбон, перм, триас, юра, в състава на които се проявяват ледникови, въгленосни и вулканични слоеве. Горноюрските, кредните и палеогеновити морски пластове образуват чехъл по края на платформата и частично по брега на океана. Мощният пласт (над 2000 m) от кредно-еоценови базалти (трапи) заема огромна площ, изграждайки Деканското плато. Неогеновите континентални наслаги с голяма мощност (моласа), с кости от измрели гръбначни животни (Сиваликска фауна) запълват дълбоките предпланински падини на Хималиите. Хималаите представляват много сложна нагъната планинска система, завършила формирането си през неогена. В техния строеж значителна роля принадлежи на докамбрийските кристалинни шисти и гнайси и на малощните палеозойски, триаски и юрски скали, на места с богата фауна. Покрай огромните разломи в горното течение на река Инд се простира тясна ивица от сложно нагънати и смачкани кредно-палеогенови лави и флишеви скали, съпроводени от основни и ултраосновни интрузии. Основна роля в геоложкия строеж на Индия имат също големите навлаци със смесена покривка разпространени главно на юг.
С фундамента на платформата са свързани много от находищата на железни (хематитови и кварцово-магнетитови) (Бихар, Ориса, Майдур и др., общи запаси 21,6 млрд. т), хромитови, манганови (190 млн. н, в т.ч. достоверни и вероятни 30 млн. т) и медни руди, злато (рудник Колар с дълбочина 3100 m), висококачествена слюда, редки и скъпоценни камъни. Към конгломератите от Вандийската серия са привързани диамантите. С Гондванската серия са свързани крупните находища на каменни въглища (общи запаси около 136 млрз. т), в частност коксуващи се (Ранигандж, Джхария). С кайнозойската кора на изветряне – многочислените находища на боксити (общи запаси около 250 млн. т). В страната има находища на нефт и газ.

### Климат
Климатът на Индия е субекваториален, мусонен, а на север – тропичен. Характеризира се с три сезона: горещ, влажен, с господство на югозападните мусони (юни – октомври); сух, относително прохладен, с преобладаване на североизточните пасати (ноември – февруари); много горещ, сух, преходен (март – май). По време на влажния сезон средно падат около 80% от годишната сума на валежите. С най-голямо овлажнение са наветрените склонове на Западните Гхати (до 5000 – 6000 mm годишно), а най-дъждовното място на Земята са южните склонове на масива Шилонг (около 12 000 mm). Най-сухите райони на страната са в северозападната част на Индо-Гангската равнина (на места под 100 mm с 9 – 10 месеца сух период) и централната част на полуостров Индостан (300 – 500 mm с 8 – 9 месеца сух период). Количеството на валежите силно се колебае през различните години. Средната януарска температура в равнините на север е около 15°С, на юг – до 27°С, през май повсеместно е 28 – 35°С, а през отделни дни до 45 – 47°С. През влажния период температурити в по-голямата част от Индия са 27 – 28°С. В планините на височина 1500 m през януари е около -1°С, през юли 23°С, а на височина 3500 m съответно -8°С и 18°С.

### Води, ледници
По характера на своето подхранване реките на Индия се делят на „хималайски“, със смесено снежно-ледниково и дъждовно подхранване и целогодишно пълноводие и „декански“, предимно с дъждовно, мусонно подхранване, с големи колебания на оттока и пълноводие от юни до октомври. На всичките големи реки в страната се наблюдава рязко покачване на нивото по време на мусонните дъждове, като често се случват и големи наводнения. Най-големите реки са Ганг, Инд, Брахмапутра, Годавари, Кришна, Ямуна (Джамна), Нарбада, Маханади, Кавери. Много от тях имат важно значение като източници за напояване. Големите езера са малко, привързани са към планинските райони и са предимно с ледников и тектонски произход. Най-голямо е езерото Вулар в Кашмирската долина. Има множество преградни езера, възникнали в резултат на свлачища, срутища и преградни моренни валове.
Вечните снегове и ледници в Индия заемат около 40 хил. km². Основните центрове на заледяване са съсредоточени в Северна Индия, в Каракорум и по южните склонове на хребета Заскар в Хималаите. Най-големите ледници са Сиачен (75 km), Балторо (62 km), Хиспар (53 km), Биафо (68 km). Тяхното подхранване се осъществява за сметка на снеговалежите по време на летните мусони и ветровото пренасяне на сняг от склоновете. Средната височина на снежната линия е около 5300 m на запад и 4500 m на изток. През последните години много от ледниците се топят в долните си части и отстъпват нагоре по долините.

### Почви, растителност, животински свят
Голяма част от територията на Индия е заета от червеноземни почви. Върху кристалинните скали по склоновете на Западните Гхати са развити червено-жълти фералитни почви, в централните части на полуостров Индостан и на северозапад в Индо-Гангската низина – сухи червено-кафяви и опустинено-саванни червено-кафяви, а в северозападните части на Индостан – червените фералитни почви на високотревистите савани. Трапите на Декан са покрити с автоморфни и преотложени черноземи, често глинести в сезонно сухите тропици (т.нар. регури). В Индо-Гангската равнина и в приморските низини върху алувиалните наслаги са разпространени сивоземни, сиво-канелени, канелени и различни ливадни почви, които са почти напълно земеделски усвоени. В делтите на реките и по някои други крайбрежни участъци са разпространени блатните почви. Долният пояс на Хималаите е зает от планински канелени почви на запад и жълтоземни на изток, а нагоре следват – планинско-горски кафяви, подзолисти и планинско-ливадни почви. С изключение на регурите и някои алувиални, почвите на страната са слабо плодородни и се нуждаят от наторяване, а в много райони – от напояване и осушаване. В условията на резките сезонни колебания на овлажняването почвите често са подложени на интензивна ерозия.
Естествената растителност на полуостров Индостан и в Индо-Гангската равнина е представена предимно от савани заети от акации, млечки, палми, банани, а също мусонни храсталаци и гори съставени от тикови, сандалови, бамбукови, терминалови и диптерокарпови формации. На североизток в Индостан растат листопадни смесени гори, а по наветрените склонове на Западните Гхати и в делтата на Ганг и Брахмапутра – вечнозелени смесени гори. В Хималаите и Каракорум отчетливо се проявява височинната зоналност. В подножията на Западните Хималаи са разположени т.н. тераи (заблатени, силно изсечени гори и храсти). Над 1200 m следват мусонни гори, планински борови гори и листопадни видове. На височина около 3000 m започват планинските ливади и степи. На изток влажните тропически вечнозелени гори се изкачват до 1500 m. Нагоре следват планински гори с участието на субтропични видове, тъмни иглолистни гори и планински пасища. Естествената растителност в страната е силно изменена от човешката дейност. Мусонните гори са се съхранили само на 10 – 15% от своята първоначална площ. В Индо-Гангската равнина естествената растителност почти не се е съхранила, а на полуостров Индостан господстват вторичните савани, редки гори и бодливи храсти.
Фауната на Индия се отнася към Индо-Малайската фаунистична област. От бозайниците най-разпространени са маймуните (макак, тънкотел, гибон), елените (петнист, замбар и черен), антилопи, биволи (гаур, индийски и бивол джудже), индийски слонове, тигри, пантери, хималайски мечки. Почти напълно са изтребени лъва, леопарда и кашмирския елен. Птичата фауна е много богата.

### Природни райони
В зависимост от релефа, климата, почвите и растителността територията на Индия се поделя на 4 големи природни района:
- Хималаи – високопланински район с алпийски релеф, дълбоко разчленен от речни долини, с широко развито заледяване. Южните наветрени склонове обилно се напояват от югозападните мусони и на значително протежение са покрити с гъсти вечно зелени гори. Северните склонове, обърнати към Тибет, са заети предимно от планински степи и пустини. В Западните Хималаи преобладават тропичните, а в Източните – субекваториалните ландшафти.
- Индо-Гангска равнина – алувиална низинна равнина, понижаваща се на югозапад и югоизток. Западната ѝ част – Индийски Пенджаб – е силно разчленена от ерозията, на места има ниски хълмове, изградени от кристалинни скали. Годишната сума на валежите е 350 – 500 mm и преобладават сухите степи и полупустини. На югозапад е разположена пясъчната пустиня Тар, като годишната сума на валежите тук на места е под 100 mm. Още по̀ на юг, на полуостров Къч, в неговата централна част, са развити ниски пясъчни хребети, обкръжени от пясъчни равнини с дюни и сухи савани. Централната част на Индо-Гангската равнина – долината на река Ганг е с широки надзаливни тераси, на места разчленени от оврази, образуващи понякога т.нар. „лоши земи“. Тук годишната сума на валежите нараства до 1000 – 1500 mm. Голяма част от нея е земеделски усвоена. Делтата на Ганг и Брахмапутра представлява плоска, на места заблатена повърхност, пресечена от гъста речна мрежа и канали, покрита предимно с мангрови и вечнозелени влажни тропични гори.
- Полуостров Индостан – характеризира се с редуването на високи стъпаловидни равнини, обширни лавови плата, гнайсови пенеплени и блокови планини. Годишната сума на валежите варира от 500 до 1200 mm във вътрешните райони и до 5000 – 6000 mm по западните склонове на Западните Гхати. На равнините във вътрешните райони на полуострова преобладават саваните и редките гори и храсти с антропогенен произход. В планините са се съхранили масиви от мусонни гори. Приморската ивица по източното крайбрежие на места е заблатена и засолена.
- Асам – североизточната най-овлажнена част на Индия. Включва масивното пенепленизирано плато Шилонг, покрито предимно с храсти. Тук се простират и нагънатите Индо-Бирмански планини, разделени от дълбоки речни долини с гъсти и влажни тропични гори. Долината на река Брахмапутра е заета от високотревиста савана и влажни тропични гори, а в долното ѝ течение е заблатена.[2]